# Dendrophilacris witotae
Dendrophilacris witotae är en insektsart som beskrevs av Marius Descamps 1976. Dendrophilacris witotae ingår i släktet Dendrophilacris och familjen gräshoppor. Inga underarter finns listade i Catalogue of Life.